# Maculonaclia obscura
Maculonaclia obscura là một loài bướm đêm thuộc phân họ Arctiinae, họ Erebidae.